# Lion Rampant
La Lion Rampant è stata una casa editrice statunitense di giochi di ruolo di breve vita, ma che ha avuto un influsso significativo nel campo dei giochi di ruolo, sia per l'innovativo Ars Magica, sia per la carriera seguita dai suoi soci fondatori.

## Storia
La Lion Rampant venne fondata nel 1987 da Mark Rein·Hagen e Jonathan Tweet, all'epoca entrambi studenti del St. Olaf's College di Northfield, Minnesota con l'hobby del gioco di ruolo (Mark Rein·Hagen masterizzava una campagna di RuneQuest e Jonathan Tweet una di Il richiamo di Cthulhu). Il nome e il logo della ditta riprendevano il simbolo araldico del loro college, un leone rampante. A loro si unirono ben presto John Nephew, Lisa Stevens, Darin 'Woody' Eblom, Nicole Lindroos e Kirsen Swingle. Inizialmente fu un'associazione su base volontaria a cui si dedicavano nel tempo libero, disponevano comunque di un computer Macintosh Plus (acquistato grazie a un'eredità ricevuta da Tweet), grazie al quale potevano impaginare i loro prodotti in maniera professionale.
Mark Rein·Hagen e Jonathan Tweet lavorarono assieme alla produzione della prima edizione di Ars Magica, il primo occupandosi principalmente dell'ambientazione e il secondo del regolamento. Il primo prodotto pubblicato furono però le Whimsy Card, ideate da Lisa Stevens, per potere avere un prodotto da presentare per la Origins 1987. Queste erano supplemento generico per i giochi di ruolo che permetteva ai giocatori di intervenire per modificare la trama di un'avventura, l'idea venne poi ripresa negli anni successivi da altri giochi, come per esempio in Torg (1990) della West End Games.
Ars Magica venne pubblicato a fine 1987 e una prima lista di distributori a cui proporlo venne fornita da Greg Stafford della Chaosium. Grazie a un racconto breve di Lisa Stevens pubblicato su Polyhedron n. 40, e incentrato in un suo personaggio nel gioco, questo venne all'attenzione dei giocatori dell'RPGA e ottenne il Gamer's Choice Award per il Best New Roleplaying Game del 1988.
Nei due anni successivi vennero pubblicati altri supplementi per Ars Magica tra cui The Order of Hermes (1989), uno dei primi esempi di splatbook e un paio di esperimenti nel vendere cassette di musica di atmosfera, Melos Caverna (1989) e Bard's Song: Battle Cry (1989).

### La fusione con la White Wolf Publishing
Nonostante il successo di critica di Ars Magica, nel 1989 la Lion Rampant si trovava finanziariamente in cattive acque e accettò quindi la proposta di finanziamento di Dan Fox, alla ricerca di un editore per il proprio gioco di ruolo Hahlmabrea. Compresa nella proposta c'era anche la clausola di trasferire l'azienda in Georgia dove risiedeva. John Nephew e Woddy Eblom non volendo trasferirsi lasciarono la compagnia, il primo fondò la Atlas Games, il secondo la Tundra Sales, una piccola compagnia di servizio per altri editori di giochi che verrà assorbita dalla R. Talsorian Games. Jonathan Tweet se ne era già andato il campo dei giochi, a cui comunque ritornò dopo breve tempo.
L'accordo con Dan Fox fallìe i rimanenti membri della Lion Rampart, trovandosi geograficamente vicini alla White Wolf Publishing, editori della rivista White Wolf, che aveva pubblicato numerosi articoli su Ars Magica e con cui erano in buoni rapporti, unirono la propria compagnia alla White Wolf Publishing, dando vita alla White Wolf.
Il marchio Lion Rampant venne mantenuto in vita per nove mesi per vendere i vecchi supplementi ancora in magazzino e rimborsare i debiti rimanenti. Un LARP di Ars Magica che era in corso di sviluppo fu interrotto e pubblicato solo una decina di anni più tardi, come The Fallen Fane (2004) dalla Atlas Games.